# Ollora
Ollora es un despoblado del municipio de Pazuengos en La Rioja (España).